# 소마토스타틴
소마토스타틴(영어: somatostatin) 또는 성장호르몬 억제호르몬(영어: growth hormone-inhibiting hormone, GHIH)은 신경계 또는 소화계에서 작용하는 펩티드 호르몬이다. 소마토스타틴은 G 단백질 연결 수용체를 통해 세포에 작용한다.

## 합성

### 소화계
소화계에서 소마토스타틴은 위, 장, 이자의 델타 세포 등 다양한 기관에서 합성된다.

### 신경계
신경계에서 소마토스타틴은 시상하부의 신경분비세포에 의해 분비된다.

## 작용

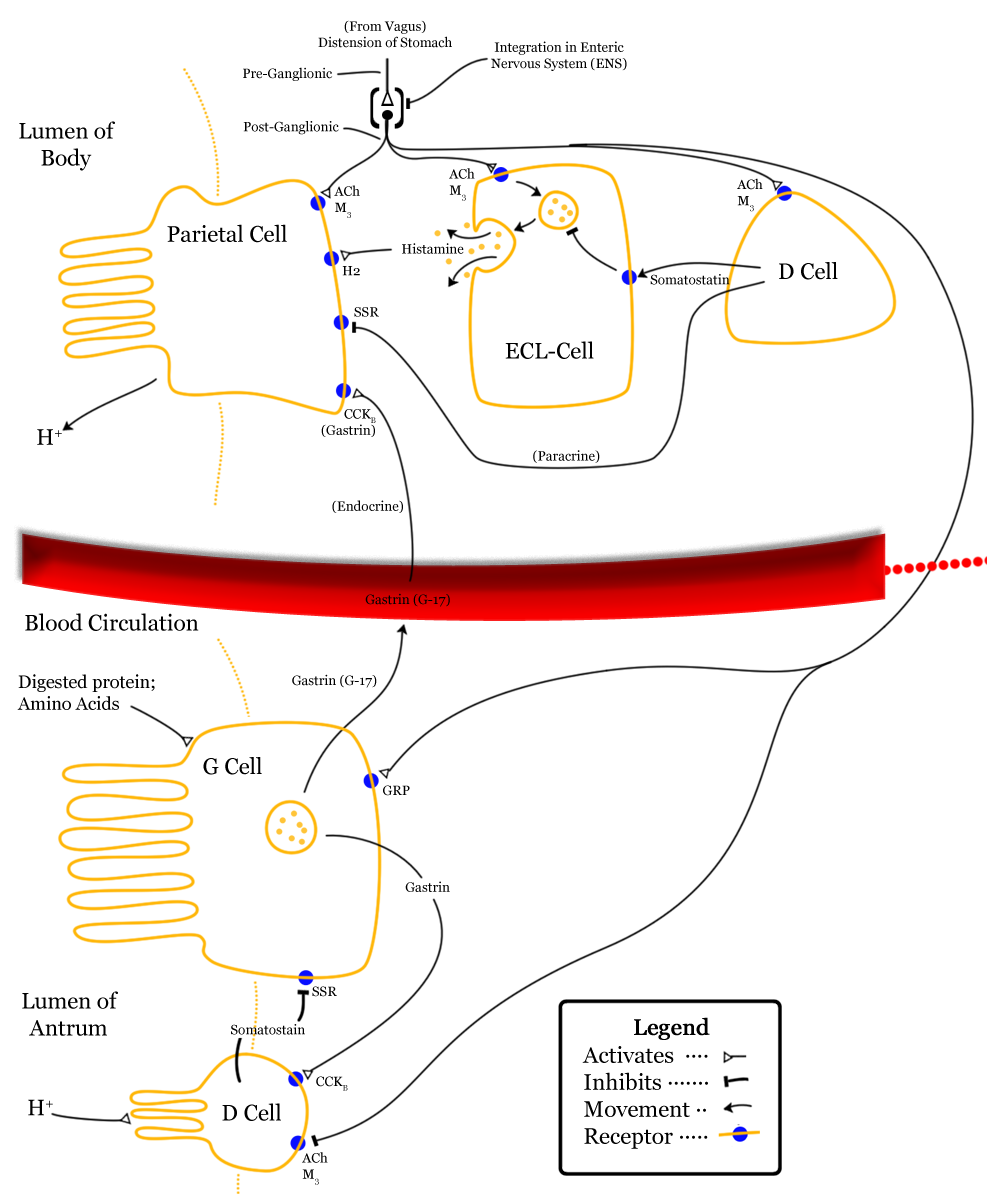
위에서 소마토스타틴의 작용 경로

### 소화계
소마토스타틴은 다양한 소화 작용을 억제한다.
- 위에서 소마토스타틴은 D 세포에 의해 분비되는데, 위의 G세포의 가스트린 분비와 부세포의 염산 분비를 억제하여 위의 소화 작용을 전반적으로 억제하는 기능을 한다. 이는 결과적으로 위 세포들의 과도한 분비 작용을 억제하는 장치이다.
- 소마토스타틴은 세크레틴, 콜레시스토키닌의 분비 또한 억제한다.
- 소마토스타틴은 물리적 소화 작용도 억제하는데, 위의 비움, 장의 연동운동 및 소화관으로의 혈액 공급을 저해한다.
- 인슐린작용으로 인한 저혈당을 사전에 방지하는 기능을 가지고 있다.

### 신경계
시상하부에서 분비된 소마토스타틴은 시상하부-뇌하수체 문맥계를 통해 뇌하수체 세포들로 신호를 전달하며, 뇌하수체 전엽의 성장호르몬 분비를 억제한다. 이 기능때문에 소마토스타틴은 성장호르몬 억제호르몬으로도 불린다.

### 내분비계
소마토스타틴은 이자의 델타세포에서 분비된다. 이자의 내분비샘에 존재하는 알파세포와 베타세포에 작용하여 각각 글루카곤과 인슐린의 분비를 억제한다.

## 같이 보기
- 옥트레오티드

1. 1 2 3  GRCh38: Ensembl release 89: ENSG00000157005 - 앙상블, May 2017
2. 1 2 3  GRCm38: Ensembl release 89: ENSMUSG00000004366 - 앙상블, May 2017
3. ↑  “Human PubMed Reference:”. 《National Center for Biotechnology Information, U.S. National Library of Medicine》.
4. ↑  “Mouse PubMed Reference:”. 《National Center for Biotechnology Information, U.S. National Library of Medicine》.